# I Believe in You
I Believe in You – piosenka skomponowana przez Boba Dylana, nagrana przez niego w maju 1979 r., wydana na albumie Slow Train Coming w sierpniu 1979 r.

## Historia i charakter utworu
Utwór ten został nagrany w Muscle Shoals Sound Studio w Sheffield w Alabamie 3 maja 1979 r. Była to czwarta sesja nagraniowa tego albumu. Producentem sesji byli Jerry Wexler i Barry Beckett.
Jeśli ktoś miał wątpliwości, co do prawdziwości konwersji Dylana, to ta piosenka – a zwłaszcza jej wykonanie – rozwiewa je. Utwór ten jest mocną i niczym nie skrępowaną odą do religijnego zaangażowania. Elokwentna ekspresja i przedstawienie siebie jako świeżo nawróconego strażnika, osamotnionego i oderwanego przez to od dawnych przyjaciół, oraz walczącego z samym sobą – robi potężne wrażenie. Piosenka ta została omówiona w książce z 1982 r. Voice Without Restraint: A Study of Bob Dylan's Lyrics and Their Background Johna Hermana. Autor zwraca m.in. uwagę, na nową cechę Dylana – poddanie się i odrzucenie dumy – co uwiarygodnia jego przekaz.

## Muzycy
Sesja 4
- Bob Dylan – gitara, wokal
- Mark Knopfler – gitara
- Tim Drummond – gitara basowa
- Barry Beckett – instrumenty klawiszowe
- Pick Withers – perkusja
- Carolyn Dennis, Helena Springs, Regina Havis – chórki

## Dyskografia
Albumy
- Slow Train Coming (1979)
- Biograph (1985)

## Wykonania piosenki przez innych artystów
- Phoebe Snow – Rock Away (1981)
- Jacob's Trouble – Knock, Breathe, Shine (1990)
- Sinéad O’Connor na albumie różnych wykonawców A Very Special Christmas 2 (1992)
- Judy Collins – Judy Sings Dylan... Just Like a Woman (1993)
- Sinead O'Connor – Faces on Babylon (singel) (1994)
- Shade of Blue – Shades of Blue (1994)
- The Five Blind Boys of Alabama – Deep River (1995)
- B-Band – Immortal Emotion (1996)
- Tom Jones – From the Vaults (1998)
- Insol – Insol (1998)
- Anne Murray – What a Wonderful World: 26 Inspirational Classics (1999)
- Dottie Peoples na albumie różnych wykonawców Gotta Serve Somebody: The Gospel Songs of Bob Dylan